# Périphétès (brigand)
Pour les articles homonymes, voir Périphétès.
Dans la mythologie grecque, Périphétès (en grec ancien : Περιφήτης / Periphḗtēs), surnommé « Corynétès », fils de Poséidon ou d'Héphaïstos et d'Anticlée, est un brigand.

## Mythologie
Périphétès était un homme énorme, remarquable par sa force. Il vivait en tant que brigand dans un col de montagne à la frontière entre Trézène et Épidaure, où il vole et frappe à mort les voyageurs. On l'appelait aussi Corynétès pour la grande massue de bronze qu'il utilisait pour tuer ses victimes, qu'il attaquait la plupart du temps par derrière. Il rencontre Thésée à Épidaure, le jeune homme de seize ans à peine alors en chemin vers Athènes, et tente d'en faire une de ses victimes mais Thésée s'approprie son arme et le tue avec sa propre massue. Il conservera cette dernière qui deviendra également l'une de ses armes préférées.

## Sources
- Plutarque, Vies parallèles [détail des éditions] [lire en ligne] (Thésée, VIII).
- Hygin, Fables [détail des éditions] [(la) lire en ligne], s.v. XXXVIII Les travaux de Thésée (1)